# اثرات درازمدت ماری‌جوانا
دربارهٔ اثرات درازمدت ماری‌جوانا بحث‌های زیادی جاری است. از آن‌جایی که ماری‌جوانا در بیشتر کشورهای دنیا ماده‌ای غیرقانونی است، انجام تحقیقات علمی دربارهٔ آن با دشواری‌های زیادی همراه است. به همین خاطر مدارک و شواهد بسیار کمی برای نتیجه‌گیری قطعی در مورد اثرات بلندمدت آن در دست است.

## وابستگی
ماری‌جوانا پرمصرف‌ترین مادهٔ غیرقانونی در دنیاست. در ایالات متحده، ۱۰ تا ۲۰ درصد از کسانی که مصرف روزانهٔ ماری‌جوانا را آغاز می‌کنند، به آن وابسته می‌شوند. مصرف ماری‌جوانا می‌تواند به اعتیاد منجر شود؛ اعتیاد به ماری‌جوانا را این‌گونه تعریف می‌کنند: «زمانی که فرد نتواند مصرف خود را متوقف کند، با وجود این که مصرف ماری‌جوانا باعث ایجاد اختلال در جنبه‌های مختلف زندگی‌اش شده باشد.» در نسخهٔ پنجم راهنمای تشخیصی و آماری اختلال‌های روانی که توسط انجمن روان‌پزشکی آمریکا منتشر می‌شود، اختلال مصرف ماری‌جوانا به عنوان یک اختلالی تعریف شده که نیاز به درمان دارد. نتایج یک بررسی انجام شده در سال ۲۰۱۲ در ایالات متحده در رابطه با وابستگی به ماری‌جوانا که توسط دانوویچ و همکاران انجام شده نشان داد که «۴۲ درصد از افراد بالای ۱۲ سال حداقل یک بار از ماری‌جوانا استفاده کرده‌اند، ۱۱٫۵ درصد از آن‌ها در یک سال گذشته ماری‌جوانا مصرف کرده بودند و ۱٫۸ درصد از افراد علائم مربوط به سوء مصرف یا وابستگی به ماری‌جوانا داشته‌اند.» نرخ وابستگی در بین همهٔ کسانی که ماری‌جوانا را امتحان کرده‌اند، ۹ درصد بود. با وجود این که داروی شناخته‌شده‌ای برای درمان وابستگی به ماری‌جوانا وجود ندارد، اما استفاده از رفتاردرمانی شناختی و درمان با تقویت انگیزه به موفقیت‌هایی دست یافته است.
ماری‌جوانا در ۹ درصد از مصرف‌کنندگانش اختلال وابستگی به وجود می‌آورد که به شکل قابل توجهی کمتر از هروئین، الکل، کوکائین و داروهای نسخه‌ای ضداضطراب است، اما احتمال وابستگی به آن کمی بیشتر از ماشروم، مسکالین و ال‌اس‌دی است. همچنین خطرات ناشی از وابستگی به ماری‌جوانا بسیار کمتر از کوکائین، مواد افیونی و الکل است. یک بررسی آکادمیک در سال ۲۰۱۸ که با همکاری کنوپی گروث انجام شد محدودیت‌های مطالعات فعلی استفاده درمانی و غیردرمانی ماری‌جوانا را مورد بحث قرار داد و همچنین بیان کرد که ماهیت شکل‌گیری وابستگی در بین مصرف‌کنندگان معمولی ماری جوانا از سال ۲۰۰۲ کاهش یافته است.
دانشگاه کمبریج در سال ۲۰۱۵ مطالعه‌ای را منتشر کرد که نتایج آن مشخص می‌کرد که بر خلاف انتظار، مصرف ماری‌جوانا در انگلستان و ولز کاهش یافته است. با وجود کاهش مصرف، میزان نیاز به درمان اعتیاد افزایش یافته بود. این مطالعه همچنین ارتباط میان قدرت ماری‌جوانا و وابستگی به آن را عمیق‌تر بررسی کرده و نتیجه نشان داد که هر چه ماری‌جوانای مصرف‌شده قوی‌تر باشد، احتمال وابستگی به آن بیشتر است. محققین معتقدند که دلیل آن، احساس سرخوشی بالایی است که مصرف‌کنندگان بعد از استفاده از ماری‌جوانای قوی به دست می‌آورند. نژادهای ضعیف‌تر ماری‌جوانا این احساس را در آن‌ها به وجود نمی‌آورد و به همین خاطر افراد به استفاده از نژادهای قوی‌تر روی می‌آورند.

## هوش و حافظه
مصرف حاد ماری‌جوانا می‌تواند بر قوهٔ توجه، توانایی انجام وظایف و حافظه کوتاه‌مدت تأثیر منفی داشته باشد.
مطالعات بر روی مصرف‌کنندگان مزمن با دوز متوسط نشان داده که ماری‌جوانا هر چند متناقض و غیرپیوسته، بر روی دامنهٔ توجه، عملکرد حافظه و توانایی‌های شناختی فرد اثرگذار است. به محض این که فرد دیگر ماری‌جوانا مصرف نکند، این علائم طی چند ماه از بین می‌روند؛ مگر این که فرد مصرف ماری‌جوانا را از نوجوانی شروع کرده باشد. تخمین زده می‌شود که علت آن، اثرات نوروتوکسیک ماری‌جواناست که بر رشد مغز تأثیر می‌گذارد.
مصرف مزمن ماری‌جوانا در دوران نوجوانی، زمانی که مغز هنوز در حال رشد است، در درازمدت با ضریب هوشی پایین و نقص‌های شناختی همبستگی دارد. با این حال مشخص نیست که آیا مصرف ماری‌جوانا باعث ایجاد مشکلات می‌شود یا اینکه علیت برعکس است. مطالعات اخیر نشان داده که کسری ضریب هوشی در برخی از افراد قبل از مصرف مزمن ماری‌جوانا وجود داشته، که نشان می‌دهد که ضریب هوشی پایین ممکن است خود علت اعتیاد به ماری‌جوانا باشد.
یک مطالعه کوهورت آینده‌نگر که بین سال‌های ۱۹۷۲ و ۲۰۱۲ انجام شد، ارتباط بین مصرف ماری‌جوانا و زوال عصب‌روان‌شناختی را بررسی کرد. افراد در مقاطع مختلف زندگی خود با اجرای چندین آزمون عصب‌روانشناختی مختلف مورد آزمایش قرار گرفتند. نویسندگان نتیجه گرفتند که:
- مصرف‌کنندگان مداوم ماری‌جوانا از کودکی تا میان‌سالی زوال عصب‌روانشناختی را تجربه می‌کنند.
- اثرات عصبی ماری‌جوانا تا یک هفته بر روی شخص باقی می‌ماند.
- این یافته‌ها را نمی‌توان با چندابتلایی با وابستگی به داروهای دیگر توضیح داد.
- این یافته‌ها را نمی‌توان با چندابتلایی با اسکیزوفرنی توضیح داد.
- مصرف ماری‌جوانا با سطوح پایین‌تر تحصیلات همبستگی دارد.
- تأثیر منفی بر هوش بیشتر از آن است که به فقدان آموزش نسبت داده شود.
- قطع مصرف به‌طور کامل عملکرد شناختی را در نوجوانان بازیابی نمی‌کند.[۱۶]

همچنین مشخص شد که برخی از مصرف‌کنندگان با مشکل داشتن خاطرات نادرست روبه‌رو می‌شوند.

## سلامت روان
در ماری‌جوانا بیش از ۱۰۸ ترکیب مختلف از کانابینوئید وجود دارد که بیشتر آن‌ها خاصیت سایکو اکتیو دارند. تی‌اچ‌سی و سی‌بی‌دی معروف‌ترین کانابینوئیدهای موجود در ماری‌جوانا هستند که تی‌اچ‌سی مادهٔ اصلی سایکو اکتیو به حساب می‌آید.
اثرات این دو ماده بر روان‌پریشی و اضطراب قابل توجه است.

### روان‌پریشی مزمن و اختلالات طیف اسکیزوفرنی
به گفتهٔ آکادمی ملی علوم، مهندسی و پزشکی ایالات متحده، شواهد قابل توجهی از ارتباط آماری میان مصرف ماری‌جوانا و ایجاد اسکیزوفرنی یا سایر روان‌پریشی‌های مزمن وجود دارد و بالاترین ریسک نیز متوجه مصرف‌کنندگان مکرر است.
ارتباط احتمالی میان ماری‌جوانا و روان‌پریشی موضوعی بحث‌برانگیز است، چرا که تحقیقات علمی همبستگی میان این دو را نشان می‌دهند، اما نمی‌توانند هیچ علیتی برای تأثیرگذاری ماری‌جوانا بر سلامت روان در بلندمدت بیان کنند.
شواهد پزشکی نشان می‌دهد که افرادی که مصرف ماری‌جوانا را از سن پایین‌تر شروع کرده‌اند، شانس بیشتری برای ابتلا به بیماری‌های سلامت روان و اختلالات مرتبط دارند. با این حال داده‌های موجود نتوانسته‌اند رابطه علت و معلولی بین آن‌ها را اثبات کنند.
به نظر می‌رسد بیشترین ریسک برای مصرف‌کنندگان مکرری است که از سنین نوجوانی مصرف ماری‌جوانا را آغاز کرده‌اند.
در یک بررسی علمی مربوط به سال ۲۰۱۳، نویسندگان نتیجه‌گیری کردند که مصرف بلندمدت ماری‌جوانا «شانس ابتلا به روان‌پریشی را برای افرادی که آسیب‌پذیری‌های ژنتیکی یا محیطی دارند، بالاتر می‌برد»، اما به تنهایی موجب روان‌پریشی نمی‌شود.
بررسی دیگری در همان سال به این نتیجه رسید که مصرف ماری‌جوانا ممکن است باعث اختلالات روانی دائمی در برخی از مصرف‌کنندگان شود، مواردی مانند اختلالات شناختی، اضطراب، پارانویا و افزایش خطرات روان‌پریشی. متغیرهای مستعدکننده اصلی شامل سن اولین مواجهه، دفعات استفاده، قدرت ماری‌جوانای استفاده شده و حساسیت فردی بود.
با این وجود، برخی از محققان معتقدند که «ارتباط قوی بین اسکیزوفرنی و مصرف ماری‌جوانا» وجود دارد، در حالی که مصرف ماری‌جوانا فاکتوری نیست که به‌تنهایی بتواند ابتلای فرد به بیماری روانی در آینده را پیش‌بینی کند. عوامل زیادی در این امر دخیل هستند، از جمله ژنتیک، محیط، دوره زمانی شروع و مدت مصرف ماری‌جوانا، آسیب‌شناسی روانی زمینه‌ای که قبل از مصرف وجود داشته و مصرف ترکیبی با سایر ماده‌های سایکو اکتیو.
رابطه زمانی بین ماری‌جوانا و روان پریشی در سال ۲۰۱۴ مورد بررسی قرار گرفت و نویسندگان پیشنهاد کردند که «از آنجایی که بررسی زمانی نشان می‌دهد که مصرف ماری‌جوانا مقدم بر ظهور علائم روان‌پریشی است، پس منطقی به نظر می‌رسد که یک رابطه علّی» بین ماری‌جوانا و روان پریشی فرض شود، اما «برای اثبات همبستگی تأثیر ژنتیک و محیط [با خطر ابتلا به روان‌پریشی]، [تحقیقات] بیشتری لازم است.»
در سال ۲۰۱۶ یک متاآنالیز بر مبنای مطالعات قبلی منتشر شد که ارتباط میان ماری‌جوانا و روان‌پریشی را نشان می‌داد و همچنین این ادعا را مطرح کرد که میان سطح مصرف ماری‌جوانا و ریسک روان‌پریشی رابطه دوز-پاسخ وجود دارد. بر اساس این مطالعه، ریسک ابتلا به روان‌پریشی در میان مصرف‌کنندگان روزانه ۴ برابر بیشتر است، با این حال این پژوهش نیز رابطهٔ علّی میان میان آن‌ها را مشخص نمی‌کند.
متاآنالیز دیگری در سال ۲۰۱۶ نشان داد که مصرف ماری‌جوانا فقط در میان افرادی که معیارهای سوءمصرف یا وابستگی به مواد را دارند، می‌تواند ابتلا به روان‌پریشی را پیش‌بینی کند.

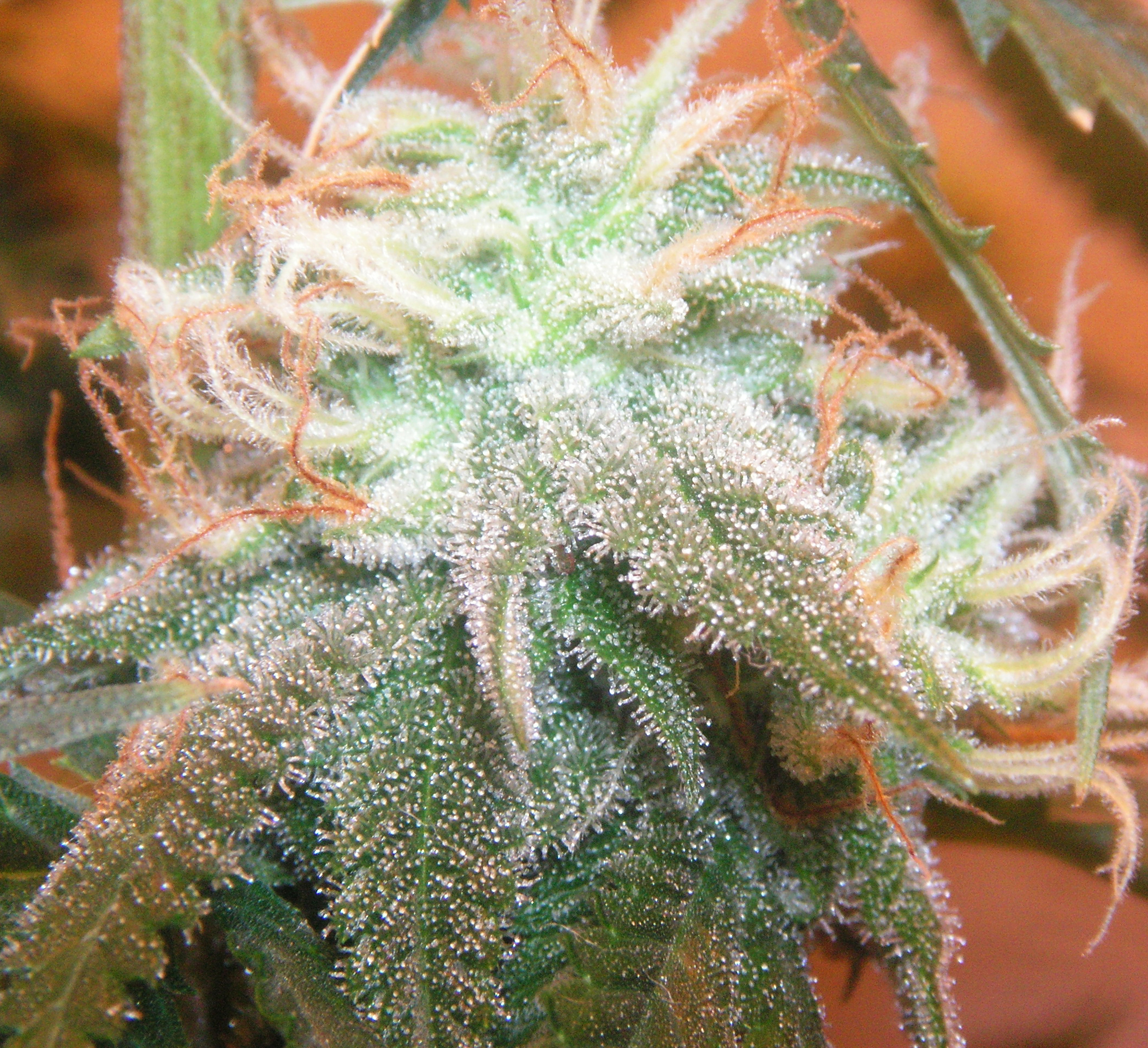
گل ماری‌جوانا با کرک‌های قابل مشاهده بر روی آن

بررسی دیگری در سال ۲۰۱۶ به این نتیجه رسید که شواهد موجود نشان نمی‌دهد که ماری‌جوانا باعث روان‌پریشی می‌شود، بلکه مصرف اولیه یا شدید ماری‌جوانا یکی از عوامل بسیاری است که احتمالاً در افرادی که در معرض خطر ابتلا به روان‌پریشی هستند یافت می‌شود.
دیدگاه مخالفی توسط سوزان گیج و نویسندگان همکار در بررسی مقالات موجود در سال ۲۰۱۶ بیان شد، که شواهد اپیدمیولوژیک در مورد مصرف ماری‌جوانا و روان‌پریشی را به اندازهٔ کافی قوی می‌دانستند به طوری که معتقدند «یک پیام سلامت عمومی باید منتشر شود که ماری‌جوانا خطر ابتلا به اختلالات روانی را افازیش می‌دهد.» اما همچنین می‌گوید که برای به دست آوردن دوز خطرآفرین باید مطالعات بیشتری صورت بگیرد.
پیام بهداشتی مذکور متعاقباً در اوت ۲۰۱۹ توسط جراح کل ایالات متحده آمریکا منتشر شد.
بررسی دیگری توسط گِیج و همکاران نشان داد «اگر ارتباط بین ماری‌جوانا و اسکیزوفرنی علت و معلولی باشد و بزرگی آن نیز به اندازه‌ای باشد که در مطالعات تا به امروز منتشر شده، معنی‌اش این خواهد بود که ۲٪ از مصرف‌کنندگان مداوم ماری‌جوانا در خطر ابتلا به اسکیزوفرنی در زندگی خود هستند (اگرچه خطر روان‌پریشی گسترده‌تر بیشتر خواهد بود). این نشان می‌دهد که حدود ۹۸ درصد از مصرف‌کنندگان مداوم به اسکیزوفرنی مبتلا نمی‌شوند و این خطر می‌تواند در افرادی که زمینهٔ ژنتیکی دارند، یا در افرادی که از نژادهای قوی‌تر ماری‌جوانا استفاده می‌کنند، بیشتر باشد.:۱۱
بر حسب نسبت شانس‌ها، مطالعهٔ دیگری نشان داد که «مصرف روزانه ماری‌جوانا احتمال اختلال روان‌پریشی را در مصرف‌کنندگان در مقایسه با کسانی که هرگز ماری‌جوانا مصرف نکرده‌اند، افزایش می‌دهد، همچنین ریسک برای مصرف‌کنندگان روزانه و مصرف‌کنندگان نژادهای قوی‌تر ۵ برابر بیشتر است.
برای درک بهتر میزان شانس ابتلا به روان‌پریشی می‌توان به یک بررسی در سال ۲۰۰۵ اشاره کرد که ریسک ابتلا به اسکیزوفرنی در طول زندگی یک فرد را ۰٫۷۲٪ می‌داند.
یک متاآنالیز در سال ۲۰۱۹ نشان می‌دهد ۳۴ درصد از روان‌پریشی‌های ناشی از ماری‌جوانا به اسکیزوفرنی ختم شده است که بیشتر از توهم‌زاها (۲۶٪) و آمفتامین (۲۲٪) است.
با این حال، مطالعه‌ای در سال ۲۰۰۴ نشان می‌دهد که آمارهای عمومی جمعیت حاکی از آن است که با وجود افزایش پنج برابری میزان مصرف ماری‌جوانا، در هیچ کشور توسعه‌یافته‌ای طی ۵۰ سال گذشته افزایشی در میزان بروز روان‌پریشی مشاهده نشده. به نقل از مکلود و همکاران: «به نظر می‌رسد که مصرف ماری‌جوانا در ۳۰ سال گذشته به‌طور قابل توجهی در بین جوانان افزایش یافته است؛ در بریتانیا و سوئد از حدود ۱۰٪ گزارش مصرف در سال‌های ۱۹۶۹–۱۹۷۰، به حدود ۵۰٪ گزارش مصرف در سال ۲۰۰۱ رسیده است. اگر رابطه بین استفاده و اسکیزوفرنی واقعاً علت و معلولی بود و اگر خطر نسبی آن حدود ۵ برابر بیشتر بود، بروز اسکیزوفرنی باید از سال ۱۹۷۰ بیش از دو برابر می‌شد. ولی آمارهای ابتلا افراد به اسکیزوفرنی نشان می‌دهد که بروز اسکیزوفرنی در طول دوره‌های زمانی اشاره شده ثابت بوده یا اندکی کاهش یافته است.»

### اختلال افسردگی
توجه کمتری به رابطهٔ بین مصرف ماری‌جوانا و ابتلاء به افسردگی صورت گرفته است، شاید به این دلیل که مصرف‌کنندگان ماری‌جوانا بیشتر هنگام ابتلاء به روان‌پریشی برای درمان اقدام می‌کنند تا هنگام ابتلاء به افسردگی. چن و همکارانش (۲۰۰۲) پژوهش ملی علل ثانویهٔ (Comorbidity Survey) در آمریکا (NCS) را مورد تحلیل دوباره قرار دادند تا به بررسی رابطهٔ بین مصرف ماری‌جوانا و مرحله ماژور افسردگی بپردازند. آنها دریافتند که خطر ابتلاء به مرحلهٔ اول افسردگی ماژور تا اندازه‌ای با تعداد موقعیت‌های مصرف ماری‌جوانا و با مراحل پیشرفته‌تر مصرف ماری‌جوانا ارتباط دارد. در مقایسه با افرادی که هیچ‌گاه ماری‌جوانا مصرف نمی‌کردند، آن دسته از مصرف‌کنندگان ماری‌جوانا که به این ماده وابستگی نداشتند ۱٫۶ برابر بیشتر در خطر ابتلاء به مرحلهٔ اول افسردگی ماژور قرار داشتند. وابستگی به ماری‌جوانا با ۳٫۴ برابر خطر بیشتر برای ابتلاء به افسردگی ماژور همراه بود. گرانت(۱۹۹۵)، با استفاده از داده‌های پژوهش طولی همه‌گیرشناسی الکل ایالات متحد آمریکا، نشان داد که تشخیص سوءمصرف ماری‌جوانا یا وابستگی طی یک سال گذشته، همراه است با ۶٫۴ برابر احتمال بیشتر برای تشخیص نشانه‌های افسردگی ماژور در آن زمان.

### اختلال دوقطبی
یک بررسی در سال ۲۰۰۵ بر روی شواهد و مدارک مربوط به استفاده از ماری‌جوانا در بیماران ذهنی دریافت که این ماده می‌تواند اثرات بسیار متفاوتی بر بیماران مختلف داشته‌باشد. اگرچه «هیچ آزمون کنترل‌شده بر روی THC صورت نگرفته است»، اما شواهد و مدارک نه‌چندان معتبر حاکی از آن است که مصرف ماری‌جوانا می‌تواند در درمان اختلال دوقطبی مفید باشد. محققان تأکید کرده‌اند که تأیید این موضوع مستلزم شواهد و مدارک محکم‌تری است.

### رفتارهای متمایل به خودکشی
مصرف‌کنندگان نوجوان ماری‌جوانا در میزان افکار خودکشی یا نرخ اقدام به خودکشی با همسالان خود تفاوتی ندارند، هر چند ادامهٔ مصرف در بزرگسالی می‌تواند احتمال هر دو را افزایش دهد، اگرچه چندین عامل دیگر نیز دخیل هستند.
به صورت کلی یک ارتباط ضعیف و غیرمستقیم میان تمایل به خودکشی با مصرف ماری‌جوانا در افراد روان‌پریش یا غیرروان‌پریش وجود دارد، اگرچه هنوز مشخص نیست که مصرف ماری‌جوانا دقیقاً چقدر احتمال خودکشی را افزایش می‌دهد. مصرف ماری‌جوانا یک فاکتور ریسک در خودکشی است، اما اقدام به خودکشی با بسیاری از فاکتورهای ریسک دیگر از جمله اختلالات خلقی، مصرف الکل، استرس، مشکلات شخصی و کمبود حمایت ارتباط دارد.

## تأثیرات بدنی

### تأثیر بر غدد و تولیدمثل
- نشان داده شده است که تزریق دوزهای بالا از THC به حیوانات، باعث کاهش سطح تستسترون، اختلال در تولید اسپرم، جنبندگی و عمر اسپرم می‌شود، چرخهٔ تخمک‌گذاری را مختل می‌کند، و برونداد هورمون‌های گونادوتروپیک را کاهش می‌دهد.[۴۵][۴۶]
- تحقیقات نشان داده‌اند که اسپرم انسان شامل گیرنده‌هایی است که از طریق موادی شبیه به THC و سایر مواد شیمیایی مرتبط با ماری‌جوانا تحریک می‌شوند. آزمایش‌ها دلالت بر این داشته‌اند که استعمال ماری‌جوانا می‌تواند عملکرد اسپرم را تحت تأثیر قرار دهد؛ هرچند که نحوهٔ این اثرگذاری ناشناخته است.[۴۷]
- میزان بالاتر ابتلاء به سرطان بیضه در جوامع غربی ارتباط داده شده است با مصرف ماری‌جوانا. یک مطالعه که توسط مرکز پژوهش سرطان فِرِد هاچینسون و با حمایت مالی بنیاد ملی سلامت انجام شد، و در ژورنال سرطان مارس ۲۰۰۹ منتشر شد، استفادهٔ درازمدت از ماری‌جوانا را با افزایش ۷۰ درصدی در ابتلاء به سرطان بیضه مرتبط دانست و نتیجه گرفت که ماری‌جوانا برای سیستم غدد و تولیدمثل انسان مضر است. (خطر سرطان از ۰٫۴٪ تا تقریباً ۰٫۶٪ افزایش می‌یابد) این مطالعه همچنین نشان داد که بین افزایش در مصرف ماری‌جوانا و وقوع سرطان بیضه در مردان از دههٔ ۱۹۵۰ تا به امروز ارتباط وجود دارد.[۴۸][۴۹][۵۰]

### تأثیر بر بارداری
- مطالعهٔ انجام شده در سال ۱۹۸۹ بر روی ۱۲۲۶ مادر که در ژورنال پزشکی نیوانگلند منتشر شد نتیجه گرفت که «مصرف ماری‌جوانا یا کوکائین حین حاملگی با اختلال در رشد جنین همراه است.»[۵۱] با این وجود، به مانند اثر مختل‌کنندهٔ الکل بر جنین، تأثیرات مصرف ماری‌جوانا توسط مادر، بر ویژگی‌های چهره و علائم مرتبط کودک اثر نمی‌گذارد.[۵۲] بر مبنای این مطالعه، THC وارد شیر مادر می‌شود و می‌تواند بر کودک شیرخوار اثر بگذارد.[۵۳]
- برخی مطالعات دریافته‌اند که کودکان مادرانی که تنباکو یا ماری‌جوانا مصرف می‌کنند در مقایسه با سایر کودکان هم‌سن و با زمینهٔ اجتماعی مشابه، به مقدار بیشتری از نواقص شناختی دائم، اختلالات در تمرکز، بیش‌فعالی، و برهمکنش اجتماعی مختلف رنج می‌برند.[۵۴][۵۵] یک مطالعهٔ اخیر، با شرکت دانشمندان اروپا و ایالات متحد آمریکا نشان داده است که مولکول‌های کانابینوید داخلی و طبیعی در تثبیت چگونگی اتصال سلول‌های عصبی به یکدیگر در مغز جنین نقش دارند.[۵۶][۵۷][۵۸] مطالعهٔ دیگری که به بررسی پروتئین‌های گیرنده‌های کانابینوید (CBRs) که در سلول‌های مغزی موش بیان می‌شوند پرداخت نشان داد که کانابینویدهای درون‌ساز در هدایت سلول مغزی برای سمت‌گیری در رحم نقش دارند.[۵۹] محققان نشان می‌دهند که سطح افزایش‌یافتهٔ THC خون در اثر مصرف ماری‌جوانا می‌تواند بر رشد مغز در جنین انسان اثر بگذارد. در مقابل، سایر مطالعات در جامائیکا نشان داده‌اند که مصرف ماری‌جوانا به نظر نمی‌رسد که باعث اختلال در تولد یا تاخیرهای رشدی در کودکان تازه به دنیا آمده شود.[۶۰][۶۱]
- شواهد و مدارکی وجود دارد که نشان می‌دهد ماری‌جوانا ممکن است بر باروری زنان اثر منفی داشته باشد. این احتمال بر اساس ارتباط نسبتاً اندکی است که در مطالعهٔ کنترل شدهٔ مولر و همکارانش[۶۲] - که بر روی ۱۵۰ زن با مشکلات ناباروری صورت گرفته بود- بین مصرف ماری‌جوانا و ناباروری گزارش شده است. در همین حال واگنر و همکارانش[۶۳] نشان دادند که THC و آنادامید (anadamide) باعث افزایش مدت‌زمان حاملگی می‌شود و در موشهای صحرایی میزان به‌دنیا آمدن فرزندان مرده را افزایش می‌دهند. در گزارشی که برای بنیاد ملی دارو و مواد استرالیا تهیه شد، کوپلند، گربر و سوویفت، نتیجه گرفتند که مطالعات کنونی نشان می‌دهند که مواد موجود در ماری‌جوانا در روند حاملگی اختلال ایجاد می‌کنند، و به همان شکل این ترکیبات با ساخته‌شدن و سوخت‌وساز کانابینویدهای داخلی تداخل ایجاد می‌کنند.[۶۴][۶۵]

### تأثیر بر فعالیت‌های شناختی
مصرف یک نوبت ماری‌جوانا باعث اختلالات شناختی مانند اختلال حافظه کوتاه مدت، کاهش توجه، کاهش روانی کلام و کند شدن توانایی حل مسئله می‌شود اما به‌طور طبیعی این اثرات بعد از پاک شدن دارو از بدن از بین خواهند رفت. در برخی از مطالعات مشاهده شده است که بعد از مصرف طولانی مدت دوز بالای ماری‌جوانا برخی از این اثرات ممکن است برای مدت مدیدی یا حتی به صورت دایمی باقی بماند. در فرزندان زنان بارداری هم که طی دوران بارداری ماری‌جوانا مصرف کرده‌اند ممکن است این عوارض به صورت دایم باقی بماند.
مطالعات تصویربرداری که پس از مصرف ماری‌جوانا و در وضعیت استراحت انجام گرفته نشاندهنده افزایش جریان خون در نواحی لوب پیشانی، اینسولا، شکنج سینگولیت و نواحی زیر قشری است. علاوه بر این مصرف ماری‌جوانا علاوه بر افزایش متابولیسم کلی مغز باعث افزایش متابولیسم در نواحی قشر اربیتوفرونتال، پره‌فرونتال و عقده‌های قاعده‌ای می‌شود که در افراد طبیعی دیده نمی‌شود.
در مقابل مطالعات متعددی نشان داده‌اند که در افرادی که طولانی مدت ماری‌جوانا مصرف کرده‌اند جریان خون مغزی و متابولیسم مغزی در حالت استراحت کمتر از افراد طبیعی است.
در مصرف‌کنندگان ماری‌جوانا حتی پس از یک دوره نسبتاً طولانی پرهیز نیز ممکن است نسبت به افراد طبیعی تفاوتهایی در الگوهای فعال شدن مغزی وجود داشته باشد. به عنوان مثال در مطالعه‌ای حین انجام یک آزمون حافظه تصویری از افراد fMRI گرفته شد و معلوم شد که در افراد شاهد حین انجام این آزمون فعالیت ناحیه پشتی جانبی پره‌فرونتال (DLPFC) افزایش می‌یابد در حالیکه مصرف‌کنندگان ماری‌جوانا پس از ۲۴ ساعت و حتی ۲۸ روز قطع مصرف کاهش فعالیت این ناحیه را نشان می‌دهند و در مقابل مصرف‌کنندگان افزایش فعالیت ناحیه سینگولیت را نشان می‌دهند. این تفاوتهای الگوی فعال شدن نواحی مغزی حین انجام آزمونهای شناختی در مطالعات متعدد دیگری نیز نشان داده شده است.
نکته جالبی که در برخی مطالعات مشخص گردیده این است که مصرف‌کنندگان ماری‌جوانا حتی هنگامیکه از نظر انجام آزمونهای شناختی تفاوتی با گروه شاهد نداشتند در مطالعات تصویربرداری کاهش فعالیت در برخی نواحی و افزایش فعالیت در برخی نواحی دیگر را نشان می‌دهند که موید به‌کارگیری مکانیسم‌های جبرانی برای پوشاندن اختلالات به وجود آمده است.
در مصرف‌کنندگان سنگین ماری‌جوانا در آزمونهای شناختی که برای سنجش حافظه، توجه و کارکردهای اجرایی انجام شده نسبت به مصرف‌کنندگان سبک‌تر و گروه شاهد به‌طور معنی داری کارایی پایین‌تری داشته‌اند و در برخی از آنها شدت اختلال با تعداد سالهای مصرف همبستگی داشته است. هر چند به دلیل آنکه مصرف‌کنندگان به‌طور متوسط تنها ۱۷ ساعت در حال ترک بوده‌اند ممکن است برخی از این اختلالات به دلیل وجود ماده در بدن باشد نه اختلالات دایمی فعالیت مغز.
در دو مطالعه دیگر که بر روی توجه انتخابی و پردازش اطلاعات در مصرف‌کنندگان ماری‌جوانا انجام شده نیز همین مشکل وجود دارد. در این مطالعات مشاهده شد که پردازش اطلاعات بینایی و شنوایی در مصرف‌کنندگان مزمن ماری‌جوانا نسبت به گروه شاهد مختل شده است. در این مطالعات نیز نمی‌توان به‌طور قطع بین اختلال دایمی یا اختلال به دلیل وجود ماده در بدن افتراق داد.
در مطالعه دیگری مصرف‌کنندگان سنگین ماری‌جوانا حتی پس از ۲۸ روز از قطع مصرف دچار اختلالاتی در حافظه، کارکردهای اجرایی، سرعت روانی-حرکتی و سرعت کارهای دستی بودند که شدت این اختلالات با شدت مصرف ارتباط داشت.
در مطالعه‌ای که بر روی نوجوانان مصرف‌کننده ماری‌جوانا انجام گرفت مشخص شد که حتی پس از ۶ هفته پرهیز در آزمونهای شناختی اختلال نشان می‌دهند. در یک بررسی دیگر مصرف‌کنندگان سنگین ماری‌جوانا در مقایسه با گروه شاهد اختلالات خفیف اما معناداری در بازیابی حافظه، بیان کلامی و استدلال ریاضی داشتند. مطالعات دیگری نیز اختلالاتی در توجه و کارکردهای اجرایی در مصرف‌کنندگان سنگین ماری‌جوانا نشان داده‌اند که با کاهش انعطاف‌پذیری ذهنی و افزایش درجازدن و کاهش یادگیری مشخص شده است. در مقابل برخی دیگر از مطالعات اختلافی بین مصرف‌کنندگان مزمن و جمعیت عمومی از نظر کارکردهای شناختی گزارش نکرده‌اند. بنابراین به نظر می‌رسد در این زمینه نیاز به مطالعات بیشتر وجود دارد.
در مطالعات قبلی اختلالات شناختی خفیف اما معنی‌داری در فرزندان مادرانی که در حین بارداری ماری‌جوانا مصرف کرده بودند مشاهده شده بود که مطالعات دیگر نیز آنرا تأیید کرده‌اند و این اختلالات تا سن ۶ سالگی و ۱۰ سالگی نیز باقی‌مانده است. مشاهده شده است که فرزندان مادرانی که در بارداری ماری‌جوانا مصرف کرده‌اند در تمام مراحل رشد تا ۱۴ سالگی نسبت به همسالان خود دور سر کوچکتری دارند که در بررسیهای بعدی در سن ۱۶ سالگی مشخص گردید که در انجام آزمونهایی که به حافظه تصویری، تحلیل و یکپارچه‌سازی نیاز دارند نیز دچار اختلال هستند.

### مشکلات تنفسی
- اگرچه کشیدن ماری‌جوانا به اندازهٔ کشیدن سیگار تنباکو سرطان‌زا نیست،[۱۰۰] کشیدن ماری‌جوانا به صورت سیگاری مضرترین روش استفاده از این ماده است، چرا که استنشاق دود ناشی از مواد ارگانیک می‌تواند مشکلات سلامتی مختلفی (نظیر، سرفه و خلط سینه) ایجاد کند. ایسوپرن به تعدیل و کاستن از میزان واکنش کمک می‌کند و به اشکال مختلف در مواد سوختنی تفاوت‌های کیفی قابل توجه ایجاد می‌کند.[۱۰۱][۱۰۲]
- در یک سیگار پیچیده شدهٔ تنباکو یا ماری‌جوانای معمول که در حدود ۱ گرم است، در مقایسه با تنباکو، مقدار بسیار کمتری از مادهٔ ماری‌جوانا از نظر وزنی می‌سوزد. سیگارهای تجاری دارای افزودنی‌های بی‌شماری هستند، که بسیاری از آنها سوختن را تغییر می‌دهند و باعث می‌شوند که در هر مقدار جریان هوا مقدار گاز ثابتی بسوزد، شاید به منظور به حداکثر رساندن انتقال/دسترس‌پذیری زیستی (bioavailibility) نیکوتین؛ و بنابراین میزان کلی کشیدن به منظور انتقال نیکوتین به مغزی خونی را کاهش می‌دهند. فراوانی نسبی تراپنس و سایر وزن‌های مولکولی بالاتر، مولکول‌های چسبناک منجر به کشیدنی با ذرات بزرگتر می‌شود، به همان اندازه باعث میزان رسوب مواد ذره‌ای می‌شود. این به آن معناست که میزان بیشتری در سلول‌های برونش نشست می‌کند، و مسیرهای هوای بیشتر، که شش‌ها می‌توانند آسان‌تر آن را تمیز کنند، چراکه ذرات بسیار ریز و شدیداً سمی و غیرشفاف کمتری به آلوئولی ظریف می‌رسند. مژگان‌ها قادر نیستند به شکل مناسبی فراورده‌های سوختنی را تمیز کنند. تحریک‌پذیری ریهٔ افراد به مقدار ماده‌ای که گاز را به ریه‌ها می‌فرستد بستگی ندارد، بلکه عامل مقدم مقدار ماده‌ای است که به تاژک‌های جنبنده می‌چسبد. این موضوع همچنین در اثر خلط‌آور هر نوع کشیدن سهم دارد، و دلیلش این است که غشای مخاط در ریه‌ها دارای سیستم دفاعی هستند. در یک مقایسه، تبخیر ماری‌جوانا به علت نسبت بسیار بالای THC/CBD فعال در 150C بخار غلیظ شده باعث میزان نسبتاً زیادی تحریک‌پذیری ریه می‌شود که، در استنشاق مقادیر بالا باعث تحریک‌پذیری شدید ریه به‌طور قابل توجه ناشی از مصرف ماده یا بخار آن است.
- یک مطالعه دریافت که افراد تنها به احتمال ۴۰٪ علائم تنفسی را گزارش می‌دهند در مقایسه با مصرف‌کنندگانی که در معرض تبخیر قرار نمی‌گیرند، حتی در میان طیفی از مواد سوختنی کلی که استنشاق می‌شود. «یک مطالعهٔ دیگر دریافت که بخارکننده‌ها یک سیستم مؤثر و ایمن برای انتقال کانابینویدها هستند.»[۱۰۳][۱۰۴]
- بیماری‌های تنفسی همراه با مصرف ماری‌جوانا می‌تواند اشاره داشته باشد به فرایندهای نئوپلاستیک (شکل‌گیری تومور) یا آسیب‌های ساختاری به ریه. باید متذکر شد که در آزمایشگاه نشان داده شده است که کانابینویدها فعالیت ضد نئوپلاستیک دارند، با این وجود، بخار استنشاقی از هر مادهٔ گیاهی، که تا نزدیک به حالت درخشان سوخته شود، غالباً زیان‌آور است؛ و دلیلش مواد سرطان‌زایی است که در تراکم‌های بالا به ویژه در باقی‌مانده‌های ذره‌ای یافت می‌شوند، و همچنین فراورده‌های گازی است که از تجزیهٔ اکسیداتیو ناشی می‌شود.
- مطالعات اخیر نشان داده‌اند که ارتباطی بین کشیدن منظم ماری‌جوانا و ابتلاء به سرطان وجود ندارد.[۱۰۵][۱۰۶] در یک مطالعهٔ ۲۰ ساله بر روی ۵ هزار فرد بالغ، محققان دریافتند که بر خلاف مصرف تنباکو، کشیدن یک جوینت در هفته یا کمی بیشتر از آن به ریه‌ها آسیب نمی‌رساند. نتایج این پژوهش در مورد مصرف‌کنندگان حرفه‌ای‌تر چندان واضح نبود، چرا که شرکت‌کنندگان حرفه‌ای چندانی در آزمایش حضور نداشتند. این مطالعه دریافت که مصرف گهگاهی ماری‌جوانا در واقع ظرفیت و حجم ریه را طی سال‌ها افزایش می‌دهد، شاید به این دلیل که مصرف‌کنندگان ماری‌جوانا غالباً نفس‌های عمیق می‌کشند، و این بافت ریه را تقویت می‌کند. البته این رابطه وقتی به افرادی رسید که حدود ۱۰ سال به‌طور روزانه یک جوینت می‌کشیدند کمرنگ شد. در این پژوهش تنها حجم و ظرفیت ریه مورد بررسی قرار گرفت، و نه تحریک‌پذیری گلو، سرفه یا سرطان ریه.[۱۰۷]
- در گزارش بنیاد ریهٔ بریتانیا در سال ۲۰۱۲ شواهد و مدارکی ارائه شد که نشان می‌دهد خطر ابتلاء به سرطان ریه بر اثر کشیدن سیگارهای ماری‌جوانای معمول، حدوداً ۲۰ بار بیشتر از کشیدن سیگارهای تنباکو است.[۱۰۸]
- یک پژوهش دولتی که به بررسی اثرات درازمدت ماری‌جوانا بر ریه پرداخته بود نتیجه‌گیری کرده است که مصرف گهگاهی ماری‌جوانا در عملکرد ریه اختلال ایجاد نمی‌کند.[۱۰۹]
- پژوهشی در سال ۲۰۱۲ منتشر شد که حاصل ۲۰ سال مطالعه بر روی عملکرد ریوی و رابطه‌اش با مصرف ماری‌جوانا بود. این پژوهش عنوان کرد که "یافته‌های ما نشان می‌دهد که مصرف گهگاهی ماری‌جوانا (یک سیگاری در روز برای ۷ سال یا ۱ سیگاری در هفته برای ۴۹ سال) برای عملکرد ریوی مشکلی ایجاد نمی‌کند. با این وجود، این پژوهش قادر به تخمین اثرات مصرف ماری‌جوانا بر کسانی که مصرف‌شان بیش از مقدار ذکر شده باشد نیست. یافته‌ها نشان می‌دهد که عملکرد ریه به طور شتابناکی با مصرف زیاد ماری‌جوانا دچار مشکل می‌شود.[۱۱۰]
- یک مطالعهٔ نظام‌مند بر روی داده‌های ۱۹ پژوهش انجام شده از ۱۹۶۶ تا 2006[۱۱۱] دریافت که ارتباط … معناداری بین مصرف کشیدن ماری‌جوانا و ابتلاء به سرطان ریه وجود ندارد-به جز شواهدی از تغییرات هیستوپاتولوژیک پیش‌سرطانی در مخاط تنفسی.[۱۱۲]

### مرگ‌ومیر
تاکنون هیچ‌گونه اوردوز کشنده با ماری‌جوانا گزارش و ثبت نشده است. با توجه به تحقیقات علمی کمی که در این مورد انجام شده، تأثیر ماری‌جوانا در مرگ‌ومیر در بلندمدت مشخص نیست. تصادفات رانندگی، خودکشی، سرطان ریه و مغز از دلایلی هستند که محققان رابطه‌شان را با ماری‌جوانا بررسی کرده‌اند، اما تاکنون هیچ مطالعه‌ای نتوانسته علیت میان مصرف ماری‌جوانا و افزایش نرخ مرگ‌ومیر به این دلایل را اثبات کند.

## اثرات رفتاری
- مطالعات مستقل انجام شده بر روی دانشجویان دانشگاه نشان داده‌اند که تفاوتی بین میانگین نمرات و دستاوردهای تحصیلی مصرف‌کنندگان ماری‌جوانا و سایرین وجود ندارد؛ اما مصرف‌کنندگان در تصمیم‌گیری برای انتخاب شغل اندکی بیش از سایرین دچار مشکل بودند و تعداد کمتری از آنان به دنبال مدارج حرفه‌ای پیشرفته‌تر می‌رفتند.[۱۱۳] در مطالعات آزمایشگاهی انجام شده در مورد رابطهٔ بین انگیزش و ماری‌جوانا در بیرون از محیط آموزشی، یعنی جایی که داوطلبان برای دریافت دستمزد وارد بازار کار می‌شدند- نیز تفاوت قابل توجهی بین مصرف‌کنندگان و سایرین دیده نشد.[۱۱۴]
- یک مطالعهٔ طولی بر روی اثرات درازمدت مصرف ماری‌جوانا از سن ۱۴ سالگی تا ۲۱ سالگی و نتایج آن تا سن ۲۵ سالگی در نیوزلند انجام شده است، «. نتایج این مطالعه نشان می‌دهد که افزایش مصرف ماری‌جوانا در اواخر نوجوانی و اوایل جوانی همراه است با طیفی از نتایج منفی در سال‌های بعدی. به عبارت دقیق‌تر، مصرف ماری‌جوانا در مقادیر بالا با نتایج تحصیلی ضعیف‌تر، درآمد پایین‌تر، وابستگی رفاهی بیشتر و نداشتن شغل و رضایت‌مندی پایین‌تر در روابط و زندگی مرتبط است. این یافته‌ها در راستای حجم فزایندهٔ مطالعاتی است که در رابطه با پیامدهای منفی مصرف زیاد ماری‌جوانا در حال مطرح شدن است.»[۱۱۵]

## ماری‌جوانا: همبستگی یا علت
وجود همبستگی بین مصرف ماری‌جوانا و ابتلاء به برخی علائم روان‌پریشی لزوماً به معنای این نیست که مصرف ماری‌جوانا علت ابتلاء به روان‌پریشی است. بلکه ممکن است مصرف ماری‌جوانا یک مؤلفه از یک مجموعه علت باشد که دست به دست هم داده و منجر به ابتلاء به روان‌پریشی می‌شوند. همچنین ممکن است که این صرفاً یک همبستگی باشد و هیچ رابطهٔ علی بین این دو موضوع وجود نداشته باشد.
در سال‌های اخیر معنای این همبستگی و جهت این همبستگی محل بحث و منازعه است:
1. برخی مطالعات برآورد کرده‌اند که احتمالاً جهت این رابطه از مصرف ماری‌جوانا به سمت اختلالات روان پریشی است و کمتر در مسیر برعکس یعنی از علائم روان پریشی به سمت مصرف ماری‌جوانا است.[۱۱۶]
2. مطالعات دیگری یا برآورد کرده‌اند که جهت این رابطه از علائم روان پریشی به مصرف ماری‌جوانا است یا ماری‌جوانا را به عنوان ماده‌ای در نظر گرفته‌اند که تنها می‌تواند بخشی از مجموعه علت‌های ابتلاء به علائم روان‌پریشی باشد، و مسئول مشکلات ذهنی‌ای که در غیاب ماری‌جوانا رخ می‌دهد نیست.[۱۱۷][۱۱۸]

### شواهد و مدارک
- جهت علی معلولی به‌طور مستقیم‌تر در پژوهش دکر. میکل آرنت از دانشگاه آرهاس دانمارک مورد بررسی قرار گرفت. آنها دریافتند که افرادی پس از مصرف ماری‌جوانا یک دورهٔ روان‌پریشی را تجربه می‌کنند به همان میزان احتمال دارد که مادر یا خواهر یا خویشاوند «درجه یکی» داشته باشند که دچار شیزوفرنی باشد یا اینکه خود عملاً برای شیزوفرنی تحت درمان بوده‌اند. این موضوع نشان می‌دهد که علت ابتلاء به روان‌پریشی نه مصرف ماری‌جوانا بلکه زمینهٔ ژنتیکی برای شیزوفرنی است. «این افرادی شیزوفرنی را تجربه می‌کنند، چه ماری‌جوانا مصرف کرده باشند یا نه.»[۱۱۹]
- یک تفسیر متداول از همبستگی و جهت نظری علیت فرضیهٔ خوددرمانگری (self-medication) است که بر مبنای آن علت وجود همبستگی بین بیماری‌های روان‌پزشکی و ماری‌جوانا به‌طور کلی یا جزئی به سوءمصرف افراطی مواد در میان افرادی نسبت داده می‌شود که از یک اختلال ذهنی معین رنج می‌برند- در بسیاری موارد پیش از آنکه بیماری‌شان تشخیص داده شود. این موضوع احتمال مصرف ماری‌جوانا در بین بیماران ذهنی و کسانی که که هنوز بیماری‌شان تشخیص داده نشده است را افزایش می‌دهد. این تفسیر علت وجود همبستگی را چنین عنوان می‌کند و ادعاهای مبنی بر وجود علیت با جهت معکوس را منتفی می‌داند.[۱۲۰]
- بیش از ۶۰ درصد بیماران ذهنی از بین کسانی هستند که سوءمصرف مواد دارند و بسیاری از این افراد ماری‌جوانا و الکل را ترجیح می‌دهند.[۱۲۱]
- برای نمونه، مرور شواهد و مدارک توسط لوییس آرسنالت و همکاران در سال ۲۰۰۴ نشان داد که در سطح فردی، مصرف ماری‌جوانا خطر نسبی ابتلاء به شیزوفرنی در آینده را دو برابر افزایش می‌دهد. از این رو این پژوهش بین این دو یک رابطهٔ علی در نظر می‌گیرد. این پژوهش نیز اظهار می‌کند که، «بر سر اینکه مصرف ماری‌جوان می‌تواند منجر به ابتلا به دوره زودگذر اما شدید روان‌پریشی شود، اختلاف نظر اندکی وجود دارد.» این پژوهش نتایج چندین مطالعه را در یک مدل آماری ترکیب می‌کند. این پژوهش روشن نمی‌کند که آیا مصرف ماری‌جوانا پیش یا پس از مشکلات ذهنی معینی رخ می‌دهد یا نه.[۱۱۸]
- به‌طور مشابه، مطالعهٔ برجسته در سال ۱۹۸۷ از ۵ هزار نفر از ارتش سوئد دریافت که کسانی که در سن ۱۸ سالگی اعلام کرده بودند که در بیش از ۵۰ موقعیت از ماری‌جوانا استفاده کرده بودند، ۶ بار بیشتر احتمال داشت که در ۱۵ سال متعاقب آن دچار شیزوفرنی شوند. در واقع، موارد روان‌پریشی محدود به بیمارانی بود که مستلزم مراقبت بیمارستانی بودند. این یافته‌ها در نمونهٔ جمعیتی دیگر تکرار نشده‌اند. از آنجاییکه این پژوهش علائم از پیش موجود برای آغاز مصرف ماری‌جوانا و همین‌طور مصرف سایر مواد غیرقانونی را کنترل نکرده بود، این مطالعه مسئله همبستگی در برابر علیت را حل نمی‌کند اما به بحث و جدل‌های بسیاری درون انجمن‌های علمی منجر شد. این مطالعه نیز برای دوزاژ مصرف ماری‌جوانا به گزارش‌های شخصی متکی بود.[۱۲۲]
- مطالعهٔ سال ۲۰۰۵ دریافت که «آغاز علائم ابتلا به شیزوفرنی عموماً پیش از آغاز مصرف ماری‌جوانا رخ می‌دهد. یافته‌ها از رابطهٔ علی بین مصرف ماری‌جوانا و رفتارهای شیزوفرنی‌گونه حمایت نمی‌کند.»[۱۲۳] رفتارهای شیزوفرنی‌گونه یک اختلال شخصیت است که متفاوت از شیزوفرنی است، اگرچه برخی شواهد و مدارک نشان می‌دهد که اولی می‌توان پیش‌زمینهٔ دومی باشد. مطالعهٔ سال ۲۰۰۷ در بریتانیا نتیجه گرفت که، "تفاوت‌های اندکی بین علائم بیماران شیزوفرنی که ماری‌جوانا مصرف می‌کنند و بیماران شیزوفرنی که ماری‌جوانا مصرف نمی‌کنند وجود دارد. در زمینهٔ میزان افرادی که دارای سابقهٔ خانوادگی در زمینهٔ ابتلا به شیزوفرنی بودند بین مصرف‌کنندگان ماری‌جوانا و سایرین تفاوتی وجود ندارد. این استدلال در مقابل ایده‌ای است که مدعی است روان‌پریشی شبه‌شیزوفرن به علت مصرف ماری‌جوانا رخ می‌دهد.[۱۲۴]
- پژوهش مبتنی بر «مطالعهٔ چندرشته‌ای سلامت و رشد داندین» دریافته است که کسانی که مصرف ماری‌جوانا را در سنین ابتدایی نوجوانی آغاز می‌کنند و دارای نمایهٔ ژنتیکی معینی هستند در مقایسه با سایرین یا کسانی با ژنوتیپ متفاوت، ۵ بار بیشتر احتمال دارد که دچار بیماری‌های روان‌پریشی شوند. به این پژوهش نیز انتقاداتی وارد آمده است و گفته شده است که در زمینهٔ حل مسئلهٔ «همبستگی در برابر علیت» چندان راهگشا نیست.[۱۲۵][۱۲۶]
- پژوهشی که همبستگی معکوس بین سطح آناندامید مغزی-نخاعی (یک کانابینوید درون‌ساز) را با میزان ابتلاء به شیزوفرنی بررسی کرد نشان داده است که مصرف ماری‌جوانا به جای آن علت ابتلاء به شیزوفرنی باشد، می‌تواند پیامد ابتلاء به شیزوفرنی باشد، یا یک پیش‌زمینه برای ابتلاء به شیزوفرنی.[۱۲۷]
- به نظر نمی‌رسد مصرف ماری‌جوانا علت وقوع شیزوفرنی باشد،[۱۲۸] با این وجود مصرف ماری‌جوانا با احتمال بسیار بالایی روند ایجاد اختلالات روان‌پریشی در بین افرادی مستعد تشدید می‌کند. همچنین این احتمال وجود دارد که مصرف ماری‌جوانا وضعیت این بیماری را در افراد مبتلا به آن وخیم‌تر کند.[۱۲۹][۱۳۰]